# Michael Hammer (Politiker)

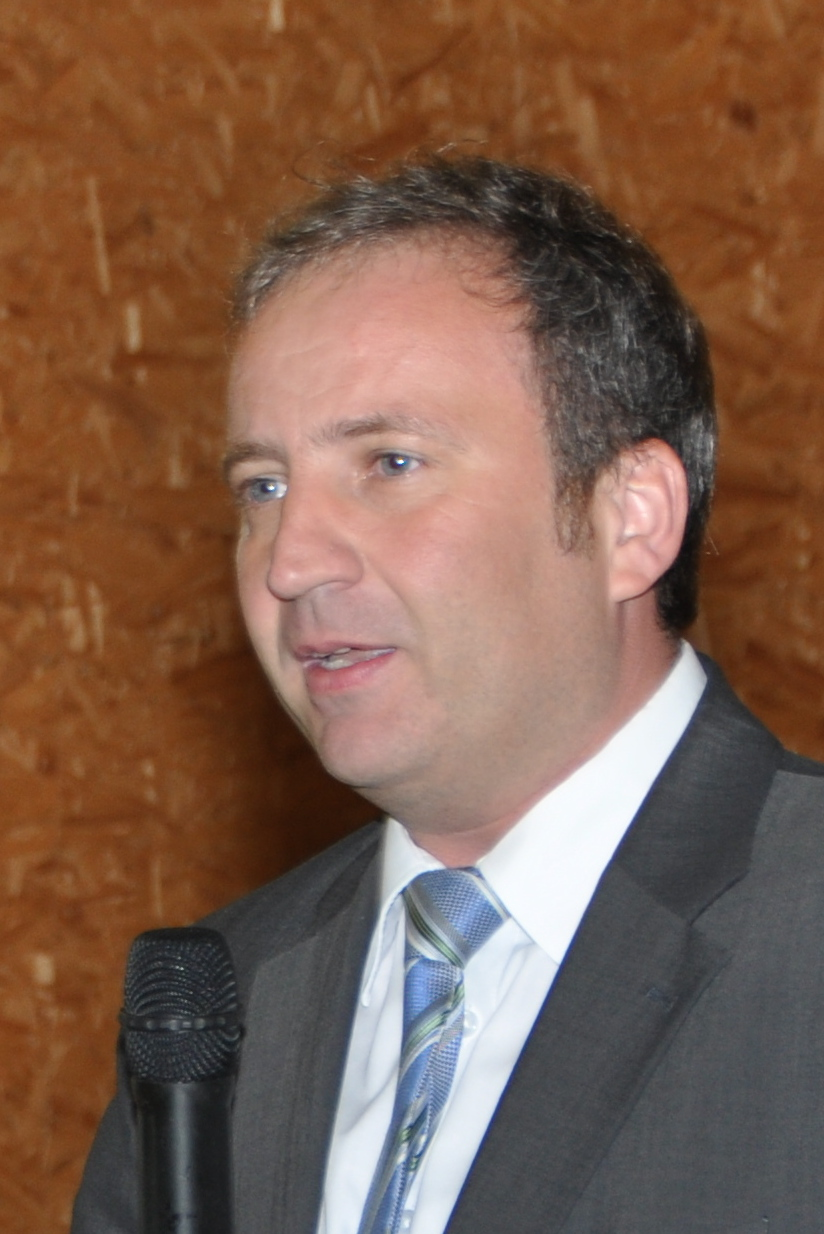
Michael Hammer (2016)

Michael Hammer (* 3. Juni 1977 in Linz) ist ein österreichischer Politiker (ÖVP) und Landesbeamter. Er ist seit 2011 Abgeordneter zum Österreichischen Nationalrat und seit 2020 Bürgermeister von Altenberg bei Linz.

## Ausbildung und Beruf
Hammer besuchte von 1983 bis 1987 die Volksschule in Altenberg bei Linz und wechselte danach in die örtliche Hauptschule, die er zwischen 1987 und 1991 absolvierte. Er setzte seine Ausbildung 1991 an der höheren technischen Bundeslehranstalt in Linz fort und maturierte 1996 in der Fachrichtung Elektrotechnik. In der Folge studierte er zwischen 1996 und 2002 Wirtschaftswissenschaften an der Johannes-Kepler-Universität Linz und schloss sein Studium mit dem akademischen Grad Mag. rer.soc.oec. ab. Dazwischen leistete er 1999 seinen Präsenzdienst ab. Hammer begann seine beruflich Laufbahn im Jahr 2002 als Bediensteter des Landes Oberösterreich und Pressesprecher von Landesrat Walter Aichinger. Danach wechselte er 2003 als Pressesprecher und Referent zu Landesrat Josef Stockinger. Seit 2005 ist Hammer als Gruppenleiter für „Strategische Planung und Budget“ in der Abteilung „Soziales“ des Landes Oberösterreichs beschäftigt, zudem arbeitet er als Moderator und Coach.
Hammer übernahm 2011 die Rolle des Präsidenten des oberösterreichischen Zivilschutzverbandes (OÖZSV) und war 2009 bis 2017 Obmann-Stellvertreter im Hilfswerk Region Ottensheim. Zudem wurde er 2008 zum Obmann des Vereins „4YOUgend – Verein oberösterreichische Jugendarbeit“ gewählt und war von 2001 bis 2007 Chefredakteur des oberösterreichischen Jugendmagazins „Informer“.

## Politik
Hammer begann seine politische Karriere in der Jungen ÖVP, wobei er zwischen 1995 und 2004 die Funktion des Ortsobmanns in Altenberg innehatte. Er fungierte zwischen 1998 und 2004 zudem als Bezirksobmann der Jungen ÖVP Urfahr-Umgebung und war von 1998 bis 2007 Mitglied des Landesvorstandes der Jungen ÖVP Oberösterreich. In der Lokalpolitik wurde er 1997 in den Gemeinderat von Altenberg bei Linz gewählt, 2003 übernahm er das Amt des Vizebürgermeisters. Hammer ist seit 1997 Mitglied des Bezirksparteivorstandes der ÖVP Urfahr-Umgebung und war von 2003 bis zum 28. Februar 2014 Bezirksparteiobmann-Stellvertreter der ÖVP Urfahr-Umgebung. Seit 2004 ist er Ortsobmann des ÖAAB Altenberg. Im Jahre 2006 wurde er zum Bezirksobmann des ÖAAB Urfahr-Umgebung gewählt und seit 2008 ist er Mitglied des Landesvorstandes des ÖAAB Oberösterreich. Am 28. Februar 2014 wurde Michael Hammer zum ÖVP-Bezirksparteiobmann des Bezirkes Urfahr-Umgebung gewählt.
Hammer wurde am 1. April 2009 zum Bundesrat gewählt und übte dieses Mandat bis zum 21. März 2011 aus. Am 22. März 2011 wurde er als Nachfolger von Norbert Kapeller als Abgeordneter zum Nationalrat angelobt.
2020 wählte ihn der Gemeinderat zum Nachfolger von Ferdinand Kaineder als Bürgermeister von Altenberg bei Linz.